# Sidi Smaïl
Sidi Smaïl (arabiska: سيدي اسماعيل) är en ort i Marocko, som i folkräkningen räknas som stad i landskommunen med samma namn. Den ligger i provinsen El Jadida och regionen Casablanca-Settat, 200 km sydväst om huvudstaden Rabat. Antalet invånare var 5 565 vid folkräkningen 2014.